# حارة الغدير (البريقة)

تعديل مصدري - تعديل

حارة الغدير هي إحدى حارات حي القاضي الواقع بمديرية البريقة التابعة لمحافظة عدن، بلغ تعداد سكانها 208 نسمة حسب تعداد اليمن لعام 2004.